# Max Stirner

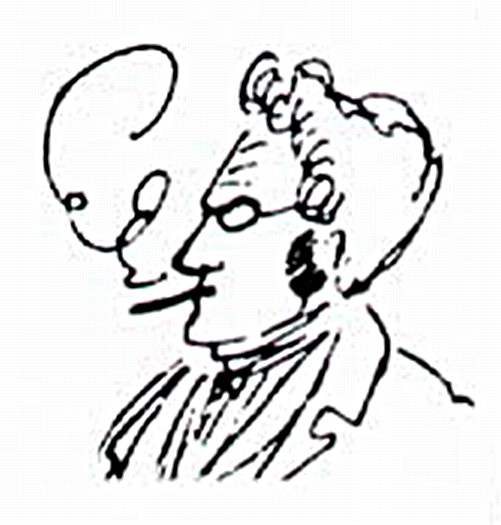
Max Stirner, Ausschnitt aus einer Karikatur von Friedrich Engels (1842)

Max Stirner (Pseudonym), eigentlich Johann Caspar Schmidt (geboren am 25. Oktober 1806 in Bayreuth; gestorben am 25. Juni 1856 in Berlin) war ein deutscher Philosoph, Journalist, Schriftsteller und Übersetzer.

## Leben

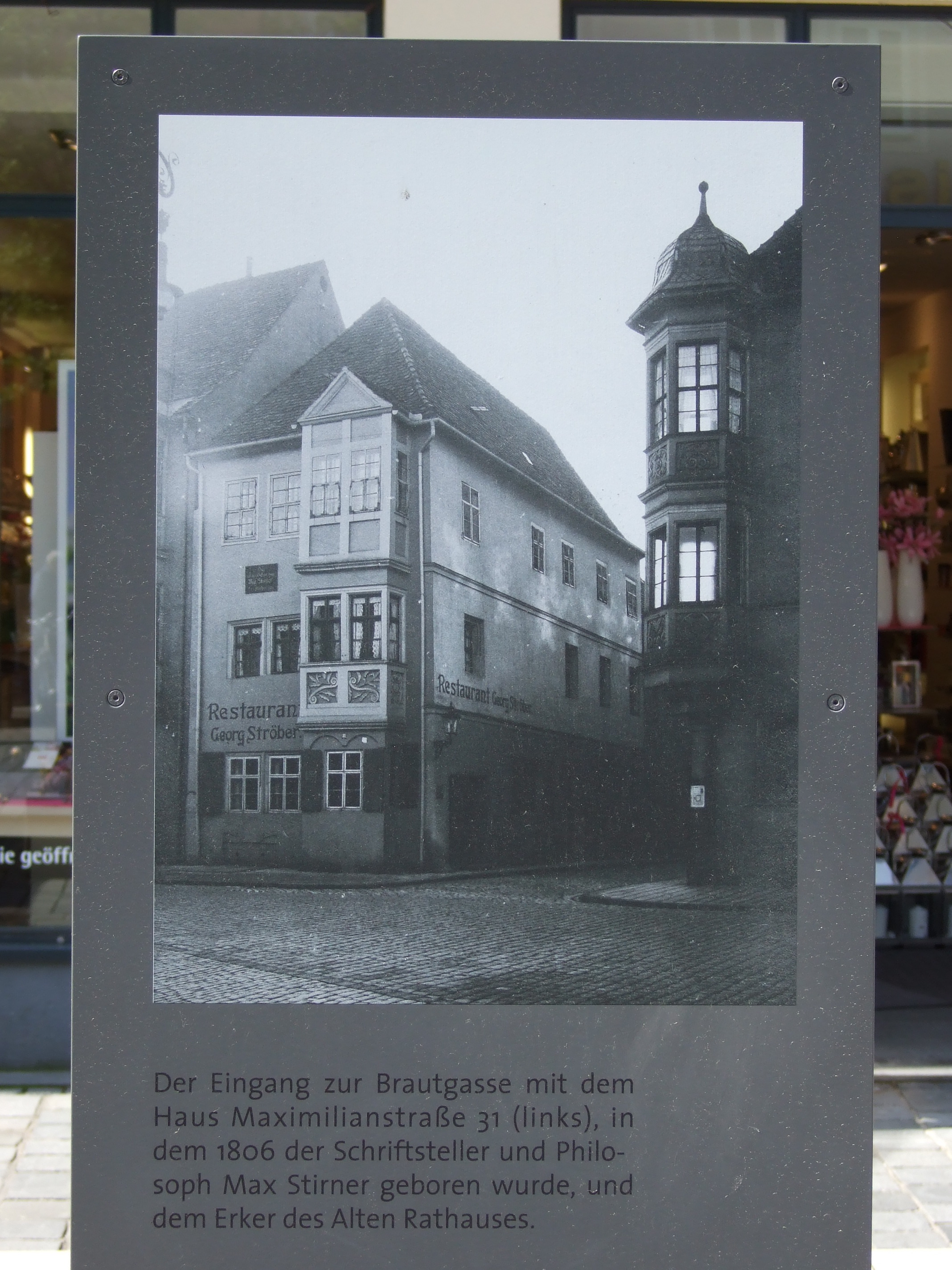
Infostele zum 1970 abgerissenen Geburtshaus am Marktplatz in Bayreuth

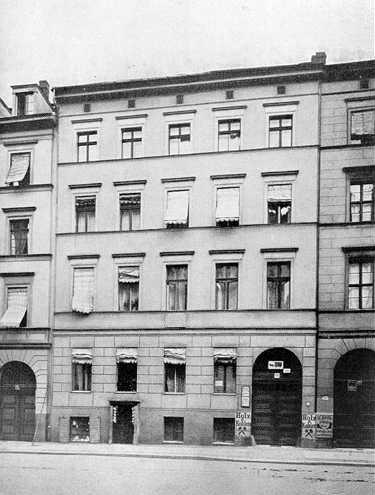
Stirners Sterbehaus in Berlin NW (Ortsteil Berlin-Mitte), Philippstraße 19, vor 1914

Johann Caspar Schmidt stammte aus bürgerlichen Verhältnissen. Seine Eltern waren Albert Christian Heinrich Schmidt (1769–1807) und Sophie Eleonore Schmidt geb. Reinlein (1778–1839). Der Vater war Porträtmaler und fertigte Holzblasinstrumente; er starb im Alter von 37 Jahren, als Johann Caspar ein halbes Jahr alt war. Seine Mutter heiratete drei Jahre später den Apotheker Ballerstedt und zog von Bayreuth nach Culm an der Weichsel in Westpreußen. Dort kam 1809 Johann Caspars Halbschwester Johanna Friederica zur Welt, die nur knapp drei Jahre alt wurde. 1810 holte die Mutter Johann Caspar zu sich, im Alter von 12 Jahren kehrte dieser 1818 nach Bayreuth zurück.
In Bayreuth lebte er bei seinen Pateneltern, besuchte das örtliche Gymnasium und bestand dort 1826 mit dem Prädikat „Sehr würdig“ als Drittbester das Abitur. Seine Lehrer, die sich „meiner mit grosser Liebe annahmen, so dass ich dankbar ihrer gedenke“, bezeichneten ihn im Nachhinein als hochbegabt und vielversprechend. Von seinen Mitschülern – darunter Jean Pauls Sohn Max – wurde der Gymnasiast mit der auffallend hohen Stirn damals schon scherzhaft „Stirner“ genannt.
Nach dem Abitur studierte er von 1826 bis 1828 in Berlin bei Hegel, Schleiermacher und anderen. 1828/1829 war er an der Universität Erlangen immatrikuliert. Nach längerer Unterbrechung studierte er 1832/1833 zwei weitere Semester in Berlin, um die Voraussetzung zur Ausübung des Lehrberufs zu erfüllen. Er schloss sein Studium 1835 ab, bekam dann jedoch keine staatliche Anstellung und trat seine erste Stelle 1839 bei einer privaten Schule für höhere Töchter in Berlin an. Seit 1841 verkehrte er dort bei den „Freien“, einem Debattierzirkel oppositioneller (liberaler und sozialistischer) Akademiker und Publizisten, dem unter anderem Bruno Bauer, Edgar Bauer, Karl Friedrich Köppen, Ludwig Buhl, Adolf Friedrich Rutenberg, Hermann Maron und kurzzeitig Friedrich Engels angehörten. Zu dieser Zeit publizierte er Artikel und Zeitungskorrespondenzen, sowohl anonym als auch unter dem Pseudonym „Max Stirner“.
Ab circa 1843 arbeitete er am Manuskript seines Hauptwerkes Der Einzige und sein Eigentum. Dieses erschien im Oktober 1844 mit Erscheinungsdatum 1845. Es wurde umgehend verboten, nach einer Woche wurde – zumindest im Königreich Sachsen – das Verbot wieder aufgehoben. Unmittelbar zuvor hatte Stirner seine Anstellung aufgegeben; die Gründe dafür sind nicht bekannt.
Stirner war zweimal verheiratet. Seine erste Frau Agnes Clara Kunigunde Burtz, die er am 12. Dezember 1837 ehelichte, starb am 29. August 1838 im Kindbett; auch das Kind konnte nicht gerettet werden. Am 21. Oktober 1843 heiratete Stirner Marie Wilhelmine Dähnhardt, die Tochter eines wohlhabenden Apothekers aus Gadebusch, die in Berlin bei den „Freien“ verkehrte. Die Brautleute gestalteten die Hochzeitsfeier zu einer formvollendeten Satire auf das kirchliche Eheschließungszeremoniell. Stirners Buch Der Einzige und sein Eigentum, das ein Jahr danach erschien, trägt die Widmung „Meinem Liebchen Marie Dähnhardt“. Das Paar trennte sich 1846. Marie konvertierte zum katholischen Glauben und ging nach England.

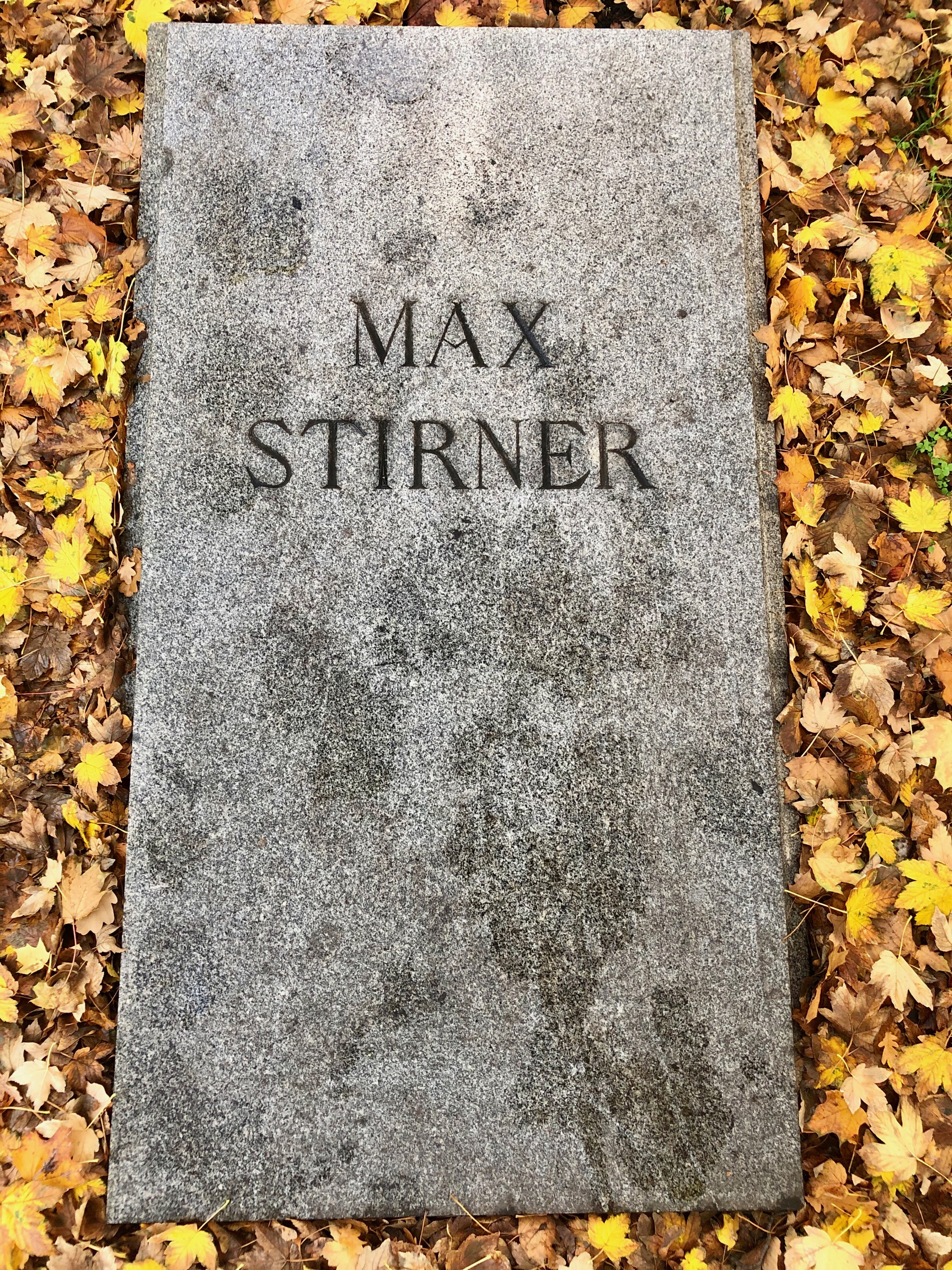
Ehrengrab des Landes Berlin für Max Stirner auf dem II. Sophien-Friedhof in Berlin-Mitte.

Max Stirner übersetzte 1847 Adam Smiths The Wealth of Nations ins Deutsche, schrieb weiterhin Artikel und erstellte zuletzt eine Kompilation Geschichte der Reaktion (1852). Er starb 1856 infolge einer Infektion, verursacht durch einen Insektenstich, und wurde auf dem II. Sophien-Friedhof in Berlin-Mitte in der Abt. V-8-53, G3 bestattet. Sein Nachlass muss als verschollen gelten. Nur sehr wenige Originaldokumente von und über Stirner sind erhalten geblieben. Auch gibt es keine zeitgenössischen Bildnisse, nur zwei Skizzen von Friedrich Engels, eine von 1842, die Stirner im Rahmen eines Gruppenbildes der „Freien“ zeigt, die andere, ein Kopfprofil, das er fast fünfzig Jahre später aus dem Gedächtnis angefertigt hat. Letztere soll Zeitgenossen zufolge Stirner allerdings „nicht ähnlich“ sehen. Der Schriftsteller und Stirner-Verehrer John Henry Mackay schrieb eine Biographie Stirners (1898, erw. 1910, erw. 1914), der später kaum noch etwas hinzugefügt werden konnte.

## Werk

### Philosophie

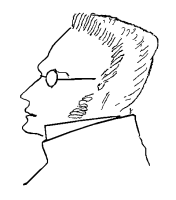
„Max Stirner. Nach der Erinnerung gezeichnet von Friedrich Engels, London 1892.“

Max Stirner wird philosophiehistorisch meist der Hegelschen Linken bzw. den Junghegelianern zugeordnet. In Der Einzige und sein Eigentum kritisierte er zwar Hegel, in erster Linie aber die Junghegelianer, namentlich Bruno Bauer und Ludwig Feuerbach. Ihnen, die meinten, nach dem deutschen Idealismus die atheistische Aufklärung in Deutschland zu begründen, rief er spöttisch zu: „Unsere Atheisten sind fromme Leute“ (EE, 203). Was er damit meinte, fasste er wie folgt: „Das Jenseits außer Uns ist allerdings weggefegt, und das große Unternehmen der Aufklärer vollbracht; allein das Jenseits in Uns ist ein neuer Himmel geworden und ruft Uns zu neuen Himmelstürmen auf“ (aus der Präambel zur 2. Abteilung des Einzigen – EE, 170).
Stirners Philosophie weist im Kern, unter Abzug aller Polemik, auf Praxis: nach der Aufklärung gelte es, um wirklich den viel beschworenen Ausgang aus der „Unmündigkeit“ zu schaffen, auch das „Jenseits in Uns“ zu beseitigen. Hier zeigt sich auch Stirners pädagogische Motivation, die jungen Unmündigen zu befähigen, aus ihrer Unmündigkeit auszutreten. Dieser Aufklärungsprozess wird verstanden als Wendung gegen „kollektivistische Funktionalisierungsprozesse“, die sich nach Stirner vor allem in religiösen Kontexten zeigen. Den aus der Unmündigkeit ausgetretenen Menschen nennt Stirner den „Eigner“ (von „Allem“, inklusive seiner selbst), provokant auch den „Egoisten“. Eigner können grundsätzlich auf zweierlei Weise entstehen: entweder durch den sozusagen autotherapeutischen Bildungsakt der „Empörung“, verstanden als das „Herausarbeiten Meiner aus dem Bestehenden“ (EE, 354), oder durch eine besondere Art von Erziehung, die das Heranwachsen des Kindes zum Eigner möglichst wenig behindert (s. Abschnitt „Pädagogik“).
Das Stirnersche „Jenseits in Uns“ bezeichnet in etwa das, was Sigmund Freud später Über-Ich nannte, also eine psychische Instanz, die im Laufe des Erziehungsprozesses großteils unbewusst gebildet wird und später als Gewissen, als Komplex der Wert- und Moralvorstellungen, der (kulturellen) Identität etc. das Verhalten des Menschen reguliert. Stirner verwendet zur Bestimmung jener Instanz den Begriff des Heiligen.

„Vor dem Heiligen verliert man alles Machtgefühl und allen Mut … Und doch ist kein Ding durch sich heilig, sondern durch Meine Heiligsprechung, durch Meinen Spruch, Mein Urteil, Mein Kniebeugen, kurz durch Mein – Gewissen. … Alles, wovor Ihr einen Respekt oder eine Ehrfurcht hegt, verdient den Namen des Heiligen.“

Vor dem Heiligen empfinde man keine Furcht, sondern Ehrfurcht; man ehre es zwar, aber man fürchte es zugleich:

„Allein in der Furcht bleibt immer noch der Versuch, sich vom Gefürchteten zu befreien… Dagegen ist’s in der Ehrfurcht ganz anders. Hier wird nicht bloß gefürchtet, sondern auch geehrt: das Gefürchtete ist zu einer innerlichen Macht geworden, der Ich Mich nicht mehr entziehen kann … Ich bin vollständig in seiner Gewalt und versuche die Befreiung nicht einmal mehr … Ich und das Gefürchtete sind Eins.“

Es gibt noch zahlreiche Passagen im Einzigen, in denen Stirner, teils mit weiteren Begriffen wie z. B. Besessenheit, Spuk, Sparren, Eigenheit, Selbstangehörigkeit Meiner, diesem Gegenstand beizukommen sucht.
Die Gestalt des Eigners (synonym: des Egoisten, des Einzigen) steht im Zentrum des stirnerschen Denkens. Von hier aus kritisiert Stirner sowohl Hegel, Feuerbach und Bauer, aber auch den Anarchisten Pierre-Joseph Proudhon, den Kommunisten Wilhelm Weitling und andere. Vom Standpunkt des Eigners aus kritisiert Stirner die progressiven politischen Richtungen seiner Zeit (die konservativen oder reaktionären stehen für ihn unter aller Kritik) unter den Titeln des politischen, des sozialen und des humanen Liberalismus; weiterhin erhabene Ideen wie die der Freiheit und der Menschheit, denen der Eigner sich nicht verpflichtet fühlt, und Institutionen wie den Staat, das Recht, die Ehe, das Eigentum usw. Das Eigentum des Einzigen bzw. Eigners, wie es prominent in seinem Buchtitel erscheint, ist nicht das durch Staat und Recht garantierte, sondern „Alles“:

„Wie die Welt als Eigentum zu einem Material geworden ist, mit welchem Ich anfange, was Ich will, so muß auch der Geist als Eigentum zu einem Material herabsinken, vor dem Ich keine heilige Scheu mehr trage.“

Der viel zitierte Ausspruch Stirners „Mir geht nichts über Mich“ (EE, 5) besagt genau das: Der Eigner akzeptiert nichts „über sich“, nichts Heiliges; er ist frei von jenem erzieherisch erzeugten Über-Ich, von dem die meisten bisherigen Menschen mehr oder weniger „besessen“ (EE, 36, 47, passim) sind. Stirner gilt daher als Klassiker des Amoralismus und des Ethischen Egoismus sowie als Vertreter eines radikalen Solipsismus. Dieser Aspekt von Stirners Philosophie steht in einer gewissen Spannung zu seinem Konzept des „Vereins“ – einem unscharf konzipierten Gegenstück zum „Staat“ der Nicht-Eigner – die vorzuziehende gesellige Lebens- und Kooperationsform von Eignern.

### Pädagogik
Schon in seiner Schrift Das unwahre Princip unserer Erziehung (1842) erklärte Stirner die Frage der Erziehung als „so wichtig, als es eine unserer sozialen nur irgend sein kann, ja sie ist die wichtigste“ (PKR, 75). Denn er war der Auffassung, „dass eine Gesellschaft nicht neu werden kann, solange diejenigen, welche sie ausmachen und konstituieren, die alten bleiben“ (EE, 231). Stirner sieht um sich herum „nichts als unterwürfige Menschen“, und dies in allen Schichten: „Was sind unsere geistreichen und gebildeten Subjekte grösstenteils? Hohnlächelnde Sklavenbesitzer und selber – Sklaven“ (PKR, 90f.). Seine Zukunftsvision ist der „freie“, „persönliche“, „ganze“, „wahre“, „vernünftige“, „prinzipielle“ oder auch „selbstschöpferische“ Mensch. Im Einzigen (1844) wird er ihn den Eigner nennen.
Hier zeigt Stirner sich am deutlichsten und substantiellsten als Antipode Hegels, der gelehrt hatte, Erziehung müsse in erster Linie „Zucht [sein], welche den Sinn hat, den Eigenwillen des Kindes zu brechen … Das Vernünftige muss als seine eigenste Subjektivität ihm erscheinen … Die Sittlichkeit muss als Empfindung in das Kind gepflanzt worden sein …“ (Grundlinien der Philosophie des Rechts, §§ 174, 175, Zus.).
Stirner sieht genau darin das Übel, dass „der moralische Einfluss das Hauptingredienz unserer Erziehung“ ist (EE, 332), eben jenes „unwahre Prinzip“, das zu eliminieren wäre. „Der moralische Einfluss nimmt da seinen Anfang, wo die Demütigung beginnt, ja er ist nichts anderes, als diese Demütigung selbst, die Brechung und Beugung des Mutes zur Demut herab“ (EE, 88). Das Übel bestehe demnach darin, „dass unsere ganze Erziehung darauf ausgeht, Gefühle in Uns zu erzeugen, d. h. sie Uns einzugeben, statt die Erzeugung derselben Uns zu überlassen, wie sie auch ausfallen mögen.“ Die letzteren wären „eigene“, wären Gefühle, deren „Eigner“ ich bin. Die ersteren wären mir, obwohl zunächst fremd, durch die Art ihrer Einprägung bald „heilig“; ich wäre nicht ihr Eigner, sondern sie wären sozusagen die Eigner meiner, ich von ihnen „besessen“ (EE, 70f.).
Stirner entwickelt im strengen Sinne keine Erziehungslehre; er gibt nur das seiner Auffassung nach entscheidende Kriterium für eine solche, wenn sie wirklich das Leben des Individuums und der Gesellschaft verbessern, d. h. „das große Unternehmen der Aufklärer“ weiterführen soll. Er antizipiert damit zugleich eine Kritik am späteren Historischen Materialismus, der das Entstehen des Neuen Menschen allein aufgrund historischer Gesetzmäßigkeiten erwartet: „Eine [politische] Revolution führt gewiss das Ende [der alten Zustände] nicht herbei, wenn nicht vorher eine Empörung [zum „Eigner“] vollbracht ist!“ (EE, 356)

## Wirkung
Obwohl die meisten Darstellungen der Geschichte der Philosophie Stirner allenfalls am Rande erwähnen, hat er nicht nur Karl Marx, sondern auch zahlreiche andere Denker (oft vermutet auch Friedrich Nietzsche) insofern beeinflusst, als sie ihre Lehre (meist unausgesprochen) gegen seine „nihilistischen“ Ideen entwickelten. Marx verfasste zusammen mit Engels im III. Teil ihrer Schriften Die deutsche Ideologie eine umfassende Kritik des Stirnerschen Werks unter der spöttischen Überschrift Sankt Max. Marx und Engels veröffentlichten jedoch den Teil III, Sankt Max, nicht, und verschwiegen Stirners Funktion bei ihrer Konzeption des Historischen Materialismus. „Was Nietzsche betrifft“, schreibt Rüdiger Safranski, „so scheint es bei ihm auch ein bemerkenswertes Verschweigen [Stirners] zu geben.“ Diese verschwiegene Wirkung Stirners habe sich auch später fortgesetzt: Edmund Husserl habe zwar einmal von der „versucherischen Kraft“ Stirners gesprochen, ihn in seinem Werk jedoch nirgendwo erwähnt; Carl Schmitt sei als Student von Stirner tief beeindruckt gewesen, sei Jahre später, 1947, in seiner Gefängniszelle von ihm „heimgesucht“ worden, habe ihn in seinem Werk jedoch verschwiegen. Georg Simmel habe sich die Berührung mit dieser „merkwürdigen Art von Individualismus“ bewusst untersagt; Nietzsche habe sich sogar einen Plagiatsvorwurf seitens Eduard von Hartmanns zugezogen, der Nietzsches Kenntnis der Stirnerschen Gedanken damit belegte, dass Nietzsche in seiner Unzeitgemässen Betrachtung. Zweites Stück genau diejenigen Passagen des Hartmannschen Werkes kritisiert habe, in denen es um eine ausdrückliche Zurückweisung des Stirnerschen Denkens gehe.
Stirner wird gelegentlich als (ethischer) Solipsist, oft als Vorläufer des Anarchismus, speziell des individualistischen Anarchismus und des Existenzialismus bezeichnet, was jedoch Stirners Philosophie einer konsequenten Individualität nur teilweise gerecht wird.
Dem Anarchismus als einer mit dem Marxismus konkurrierenden Lehre wurde Stirner in polemischer Absicht durch Friedrich Engels zugeordnet. Doch Stirner war, weil auch die prominenten Anarchokommunisten Bakunin und Kropotkin, sowie der Anarchomutualist Proudhon zu ihm geschwiegen hatten, unter Anarchisten stets umstritten. Die meisten von ihnen hielten seine Ideen mit denen des Anarchismus für unvereinbar, und nur sehr wenige, z. B. John Henry Mackay, Emma Goldman und in den 1970er Jahren Kurt Zube, bezeichneten Stirner ausdrücklich als ihren Vordenker.
Stirner wurde, nachdem er jeweils für ca. ein halbes Jahrhundert vergessen gewesen war, zweimal wiederentdeckt: 1) um die Wende zum 20. Jahrhundert im Kielwasser der Nietzsche-Begeisterung; 2) 1966, als der marxistische Autor Hans G Helms ihn, angesichts „der gefährlichen Entwicklung der ideologischen Lage“, in einer 600-seitigen Abhandlung als „konsequentesten Ideologen“ der aktuell „herrschenden Klasse in allen modernen Industriestaaten“ darstellte. Am Rande der Marxforschung wurde aber auch immer deutlicher, welche Rolle Stirner bei Marx’ Konzeption des historischen Materialismus hatte, so dass Wolfgang Eßbach 1982 in einer sorgfältigen Studie die These wagte, Stirners „Materialismus des Selbst“ sei (fast) gleichrangig neben Marx’ „Materialismus der Verhältnisse“ zu stellen. Nach dem Geltungsverlust des Marxismus gingen zwei jüngere Autoren noch weiter in der Neubewertung Stirners. Bernd A. Laska stellt seit 1985 in mehreren, meist rezeptionsgeschichtlichen Arbeiten Stirner (neben La Mettrie im 18., Wilhelm Reich im 20. Jahrhundert) als eine von drei „Schlüsselfiguren“ vor, „mit deren Hilfe eine neue Sicht auf die in eine Sackgasse geratene Aufklärung (incl. Anarchismen) gewonnen werden kann“. Saul Newman sieht in Stirner ebenfalls eine Schlüsselfigur: er nennt ihn einen Proto-Poststrukturalisten (vgl. Postanarchismus), der die modernen Poststrukturalisten wie Foucault, Lacan, Deleuze, Derrida u. a. rudimentär vorweggenommen, zugleich aber – und deshalb sei er heute wichtig – über sie hinausgewiesen und, im Gegensatz zu diesen, einen Ansatzpunkt für heute aktuelle, „nicht-essentialistische“ Ideologiekritik gefunden habe. Den mit einem 1000-seitigen Werk bisher aufwändigsten Versuch, Stirner – im Nachgang zu Helms, aber auf wissenssoziologischer Grundlage – als noch unerkannten Ideologen der „modernen Individualität“ darzustellen, legte 2010 Alexander Stulpe vor. Die moderne Gesellschaft habe Stirners Figur des „Einzigen“, vor allem in den Jahrzehnten um 1900, „so viele Gestalten verlieh[en]“ und ihn sich „in dieser Vielgestaltigkeit so gründlich einverleibt, dass sein philosophischer Schöpfer längst vergessen, er aber überall ist“. Vier Jahre später schrieb Peter Sloterdijk, Stulpes Idee aufgreifend, „in der Moderne [würden] sich zahllose Individuen wieder auf das Privileg berufen, ‚Einzige‘ bzw. Singularitäten zu sein, meist ohne zu begreifen, dass sie damit den Status von Monstern reklamieren.“ Bei Stirner habe „das schreckliche Kind der Neuzeit seine Reflexionsgestalt“ erreicht.

## Kritik

### Karl Marx
Karl Marx kritisiert in „Die deutsche Philosophie“ die religiös verortete Betrachtung der gesellschaftlichen Prozesse durch Stirner und die Gruppe der Junghegelianer. Für Marx sind es materielle Sachzwänge, die diese Prozesse verursachen.

### Rassismus und Antisemitismus
Max Stirners Werk, insbesondere Der Einzige und sein Eigentum, richtet sich gegen Religionen, Institutionen und Autoritäten, die er als Hindernisse für die individuelle Freiheit betrachtet. Dabei kritisiert er das Judentum und das Christentum als Träger dogmatischer Strukturen. Diese Kritik ist jedoch auf einer philosophischen Ebene angesiedelt und richtet sich nicht gegen ethnische oder soziale Gruppen. Eine pauschale Einordnung Stirners in antisemitische oder rassistische Strömungen des 19. Jahrhunderts ist problematisch und bedarf genauerer Belege und einer differenzierten Analyse.

## Ehrungen
In Stirners Geburtsstadt Bayreuth trägt seit 1947 die Max-Stirner-Straße seinen Namen. Außerdem gibt es eine Stirnerstraße in Berlin (Ortsteil Steglitz des Bezirks Steglitz-Zehlendorf), ebenso in Nürnberg.
Seine Grabstätte wurde durch Senatsbeschluss vom 22. März 1994 als Ehrengrab der Stadt Berlin in der Liste der Berliner Ehrengräber eingetragen.
Der Stirner-Anhänger, Publizist und Verleger André F. Lichtschlag benannte das von ihm herausgegebene und geleitete Magazin eigentümlich frei. Der Titel war nach Angaben des Herausgebers und Mitbegründers Lichtschlag von Max Stirners Buch Der Einzige und sein Eigentum inspiriert.
Der Schriftsteller Heinz Knobloch setzte Stirner in Berliner Grabsteine ein kleines literarisches Denkmal.

## Sonstiges

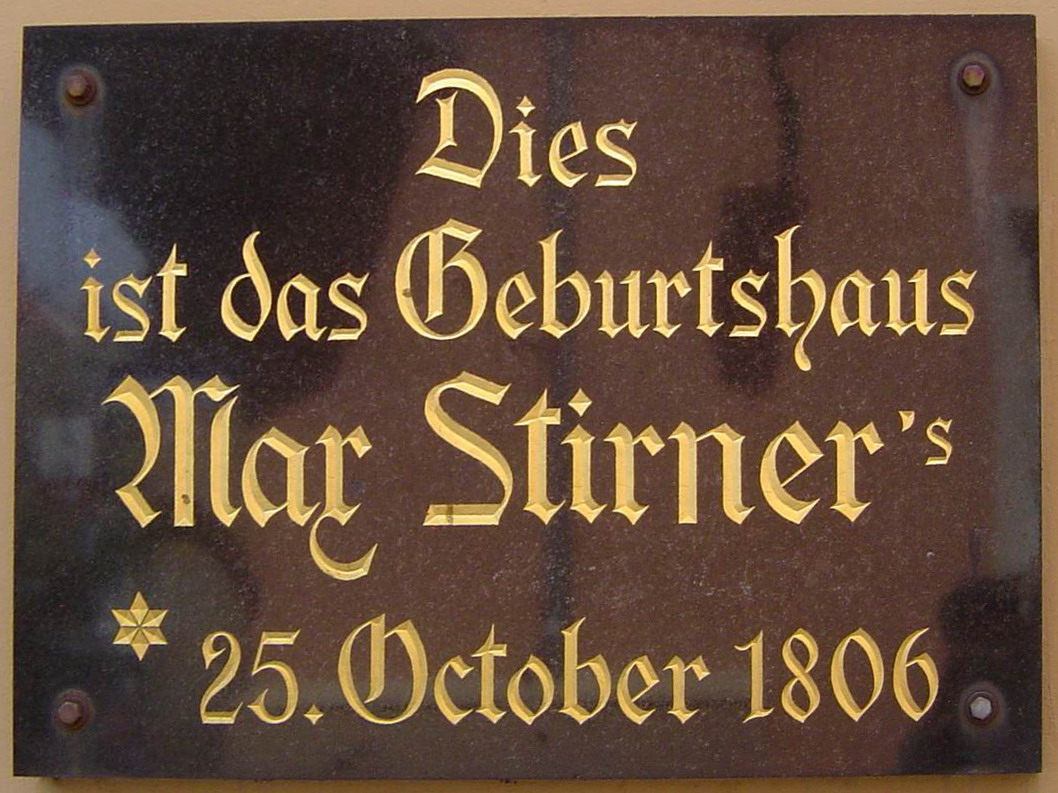
Gedenkplakette

Das Geburtshaus Max Stirners in der Maximilianstraße 31 in Bayreuth wurde 1970 abgerissen. Die von John Henry Mackay gestiftete Gedenktafel wurde an das Nachfolgebauwerk übernommen.
Eine Max-Stirner-Gesellschaft e. V. wurde 2002 gegründet. Sie löste sich Ende September 2013 selbst auf.

## Schriften (Auswahl)
- Der Einzige und sein Eigentum, Wigand, Leipzig 1845 (Digitalisat im Internet Archive, Digitalisat und Volltext im Deutschen Textarchiv)
- Geschichte der Reaction, Allgemeine Deutsche Verlags-Anstalt, Berlin 1852 (unveränd. Nachdruck: Scientia, Aalen 1967)

Kleinere Schriften (genauere Angaben in Mackay (Hrsg.) oder Laska (Hrsg.))
- Über Schulgesetze, 1834 (Erstveröff. 1920)
- Christentum und Antichristentum, 1842
- Gegenwort eines Mitglieds der Berliner Gemeinde wider die Schrift der sieben und funfzig Berliner Geistlichen, 1842
- Ueber B. Bauer’s Posaune des jüngsten Gerichts, 1842
- Das unwahre Princip unserer Erziehung, 1842
- Kunst und Religion, 1842
- Über die Verpflichtung der Staatsbürger zu irgendeinem Religionsbekenntnis
- Über »Die Mysterien von Paris« (Eugène Sue), 1843
- Einiges Vorläufige vom Liebesstaat, 1844
- Recensenten Stirners, 1845
- Die philosophischen Reaktionäre. Die modernen Sophisten von Kuno Fischer, 1847

## Ausgaben
Der Einzige und sein Eigentum
- Paul Lauterbach (Hrsg.): Max Stirner: Der Einzige und sein Eigentum (= Reclams Universal-Bibliothek 3057–3060). Reclam, Leipzig 1892 u. ö. (Digitalisat in der Google-Buchsuche).
- Ahlrich Meyer (Hrsg.): Max Stirner: Der Einzige und sein Eigentum (= Reclams Universal-Bibliothek 3057). Reclam, Stuttgart 1972 u. ö., ISBN 978-3-15-003057-8.
- Bernd Kast (Hrsg.): Max Stirner: Der Einzige und sein Eigentum. Ausführlich kommentierte Studienausgabe. Karl Alber, Freiburg/München 2009, ISBN 978-3-495-48342-8.

Kleinere Schriften
- John Henry Mackay (Hrsg.): Max Stirner’s Kleinere Schriften und Entgegnungen. Schuster & Löffler, Berlin 1898 (Digitalisat); 2., erweiterte Auflage, Berlin 1914 (Digitalisat) (kleinere Schriften, Artikel, Notizen)
- Bernd A. Laska (Hrsg.): Parerga, Kritiken, Repliken. LSR-Verlag, Nürnberg 1986, ISBN 3-922058-32-9 (kleinere Schriften)

Übersetzungen
- Jean-Baptiste Say: Ausführliches Lehrbuch des praktischen politischen Oekonomie. Deutsch mit Anmerkungen von Max Stirner. 3 Bände. Otto Wigand, Leipzig 1845.
- Adam Smith: Untersuchungen über das Wesen und die Ursachen des Nationalreichthums. Deutsch mit Anmerkungen von Max Stirner. (= National-Oekonomen der Franzosen und Engländer herausgegeben von Max Stirner Bd. 5–8). Otto Wigand, Leipzig 1846–1847.